# Instrumentation, Systems and Automation Society
ISA es una sociedad de ingenieros, técnicos, comerciantes, educadores y estudiantes, creada como «Instrument Society of America» el 28 de abril de 1945, en Pittsburgh, EE. UU. En ese momento la instrumentación industrial recibía un gran impulso en razón de las aplicaciones desarrolladas durante la Segunda Guerra Mundial. A Richard Rimbach se lo reconoce como el fundador de ISA, por su iniciativa de reunir a las 18 sociedades regionales existentes en una sola organización nacional.
Albert F. Sperry, presidente de Panelit Corporation, fue en 1946, el primer presidente de ISA. Ese mismo año, la Sociedad realizó su primer Congreso y Exposición en Pittsburg. La primera norma, RP 5.1 – Simbología para el Flujograma de Instrumentación, surgió en 1949 y la primera publicación, que finalmente derivó en lo que hoy es la revista InTech, fue editada en 1954.
En los años siguientes, la entidad continuó expandiendo sus productos y servicios. El total de miembros (asociados) creció de 900 en el año 1946, a 39.000 distribuidos en más de 110 países. La sede de ISA está en Carolina del Norte, EE. UU. y, actualmente, está organizada en 14 Distritos.
Con el proceso de internacionalización, además de la evolución y del alcance del desarrollo de sus actividades, el nombre de ISA fue modificado a «The Instrumentation Systems and Automation Society» y posteriormente a «International Society of Automation». A partir del 2005 la identificación corporativa pasó a ser «ISA – Setting the Standards for Automation».
- Datos: Q253955